# Episodi di Archer (quarta stagione)
La quarta stagione della serie animata Archer, composta da 13 episodi, è andata in onda sul canale televisivo FX, dal 17 gennaio all'11 aprile 2013.
In Italia la stagione è stata resa interamente disponibile il 15 dicembre 2015, dal servizio di video on demand Netflix.
| nº | Codice di produzione | Titolo originale    | Titolo italiano                     | Prima TV USA     | Pubblicazione Italia |
| -- | -------------------- | ------------------- | ----------------------------------- | ---------------- | -------------------- |
| 1  | XAR04001             | Fugue and Riffs     | Fuga e riff                         | 17 gennaio 2013  | 15 dicembre 2015     |
| 2  | XAR04003             | The Wind Cries Mary | The Wind Cries Mary                 | 24 gennaio 2013  | 15 dicembre 2015     |
| 3  | XAR04004             | Legs                | Gambe                               | 31 gennaio 2013  | 15 dicembre 2015     |
| 4  | XAR04005             | Midnight Ron        | In fuga con Ron                     | 7 febbraio 2013  | 15 dicembre 2015     |
| 5  | XAR04006             | Viscous Coupling    | Accoppiamento viscoso               | 14 febbraio 2013 | 15 dicembre 2015     |
| 6  | XAR04007             | Once Bitten         | Il morso del cobra                  | 21 febbraio 2013 | 15 dicembre 2015     |
| 7  | XAR04008             | Live and Let Dine   | Vivi e lascia cenare                | 28 febbraio 2013 | 15 dicembre 2015     |
| 8  | XAR04002             | Coyote Lovely       | Coyote Lovely                       | 7 marzo 2013     | 15 dicembre 2015     |
| 9  | XAR04009             | The Honeymooners    | In luna di miele                    | 14 marzo 2013    | 15 dicembre 2015     |
| 10 | XAR04010             | Un Chien Tangerine  | Un cane tangerino                   | 21 marzo 2013    | 15 dicembre 2015     |
| 11 | XAR04011             | The Papal Chase     | Salvate il Papa!                    | 28 marzo 2013    | 15 dicembre 2015     |
| 12 | XAR04012             | Sea Tunt: Part I    | Avventure in fondo al mare: Parte 1 | 4 aprile 2013    | 15 dicembre 2015     |
| 13 | XAR04013             | Sea Tunt: Part II   | Avventure in fondo al mare: Parte 2 | 11 aprile 2013   | 15 dicembre 2015     |

## Fuga e riff
- Titolo originale: Fugue and Riffs

Gene, Tina, Louise, Linda e Archer.

- Diretto da: Adam Reed (non accreditato)
- Scritto da: Adam Reed

### Trama
Archer, sparito ormai da due mesi, soffre di una grave amnesia, causata dal trauma di aver visto il matrimonio di sua madre con Ron, e crede di chiamarsi Bob e di dirigere un negozio di hamburger. L'ISIS, non appena lo ritrova, decide di fargli tornare la memoria, per salvarlo dal KGB.
- Guest star: Ron Leibman (Ron Cadillac) e John Roberts (Linda Belcher).
- Ascolti USA: telespettatori 1.610.000[3].
- Nota: L'episodio è un crossover con la serie animata Bob's Burgers.

## The Wind Cries Mary
- Titolo originale: The Wind Cries Mary
- Diretto da: Bryan Fordney e Adam Reed (non accreditato)
- Scritto da: Adam Reed e Chris Provenzano

### Trama
Archer decide di aiutare a rifarsi un nome il suo vecchio amico Lucas, ex agente dell'ISIS.
- Guest star: Timothy Olyphant (Lucas Troy).
- Ascolti USA: telespettatori 1.580.000[4].

## Gambe
- Titolo originale: Legs
- Diretto da: Bryan Fordney e Adam Reed (non accreditato)
- Scritto da: Adam Reed

### Trama
Krieger si offre di dare a Ray la possibilità di camminare di nuovo, rendendo le sue gambe robotiche. Archer tuttavia cerca in tutti i modi di fermare l'intervento, avendo un'insana paura dei robot.
- Guest star: Ron Leibman (Ron Cadillac).
- Ascolti USA: telespettatori 1.580.000[5].

## In fuga con Ron
- Titolo originale: Midnight Ron
- Diretto da: Bryan Fordney e Adam Reed (non accreditato)
- Scritto da: Adam Reed e Tesha Kondrat

### Trama
Archer si ritrova bloccato in Canada e l'unico che può aiutarlo è Ron, il nuovo marito di Malory. Durante il viaggio con quest'ultimo, Archer scopre i dettagli del passato di Ron, capendo che l'uomo non è poi così noioso come la madre gli racconta.
- Guest star: Ron Leibman (Ron Cadillac).
- Ascolti USA: telespettatori 1.275.000[6].

## Accoppiamento viscoso
- Titolo originale: Viscous Coupling
- Diretto da: Bryan Fordney e Adam Reed (non accreditato)
- Scritto da: Adam Reed

### Trama
Katya chiede aiuto ad Archer per riportare Barry indietro dallo spazio. L'uomo decide perciò di utilizzare questa opportunità per cercare di rimettersi con lei.
- Guest star: Ona Grauer (Katya Kazanova).
- Ascolti USA: telespettatori 1.150.000[7].

## Il morso del cobra
- Titolo originale: Once Bitten
- Diretto da: Bryan Fordney e Adam Reed (non accreditato)
- Scritto da: Adam Reed

### Trama
Un serpente velenoso morde Archer, durante una missione sotto copertura nel deserto con Ray e Cyril. Archer inizia così ad avere delle visioni sul suo passato e su chi sia realmente il suo vero padre.
- Guest star: Peter Serafinowicz (James Mason).
- Ascolti USA: telespettatori 1.699.000[8].

## Vivi e lascia cenare
- Titolo originale: Live and Let Dine
- Diretto da: Bryan Fordney e Adam Reed (non accreditato)
- Scritto da: Adam Reed

### Trama
Per sventare una minaccia contro l'ambasciatore albanese, gli agenti ISIS decidono di indagare sotto copertura nello staff del ristorante dello chef Lance Casteau. Nel frattempo Malory, Pam e Cheryl/Carol cercano di ottenere un tavolo al ristorante.
- Guest star: Anthony Bourdain (Lance Casteau), Ona Grauer (Katya Kazanova) e Ron Leibman (Ron Cadillac).
- Ascolti USA: telespettatori 1.520.000[9].

## Coyote Lovely
- Titolo originale: Coyote Lovely
- Diretto da: Bryan Fordney e Adam Reed (non accreditato)
- Scritto da: Adam Reed

### Trama
Una missione di controllo della frontiera rischia di fallire a causa di Archer che, dopo aver messo fuori gioco i compagni Lana e Cyril, scappa assieme alla coyote e a tutti gli immigrati messicani.
- Guest star: Dayton Callie (veterinario), Carla Jimenez (Mercedes Moreno) e Nick Searcy (poliziotto).
- Ascolti USA: telespettatori 1.533.000[10].

## In luna di miele
- Titolo originale: The Honeymooners
- Diretto da: Bryan Fordney e Adam Reed (non accreditato)
- Scritto da: Adam Reed e Mike Arnold

### Trama
Archer e Lana devono fingere di essere una coppia di sposini, per sventare una vendita di uranio alla Corea del Nord. Pam, Cheryl/Carol e Cyril decidono di spiare i due dal palazzo di fronte.
- Ascolti USA: telespettatori 1.170.000[11].

## Un cane tangerino
- Titolo originale: Un Chien Tangerine
- Diretto da: Bryan Fordney e Adam Reed (non accreditato)
- Scritto da: Adam Reed e Mike Arnold

### Trama
Archer e Lana devono estrarre un agente in Marocco, ma scoprono che si tratta in realtà di un grosso cane.
- Ascolti USA: telespettatori 1.367.000[12].

## Salvate il Papa!
- Titolo originale: The Papal Chase
- Diretto da: Bryan Fordney e Adam Reed (non accreditato)
- Scritto da: Eric Sims e Adam Reed

### Trama
Archer, Lana e Pam vengono mandati in Vaticano per sventare l'omicidio del papa e decidono, vista la sua somiglianza col pontefice, di portare con loro anche Woodhouse, per utilizzarlo come esca.
- Guest star: Ron Leibman (Ron Cadillac).
- Ascolti USA: telespettatori 1.380.000[13] .

## Avventure in fondo al mare: Parte 1
- Titolo originale: Sea Tunt: Part I
- Diretto da: Bryan Fordney e Adam Reed (non accreditato)
- Scritto da: Adam Reed

### Trama
L'ISIS viene inviata in missione per recuperare una bomba a idrogeno in fondo al mare, avvalendosi dell'aiuto di Cecil, il fratello di Cheryl, e della sua ragazza Tiffy.
- Guest star: Jon Hamm (capitano Murphy), Eugene Mirman (Cecil Tunt) e Kristen Schaal (Tiffy).
- Ascolti USA: telespettatori 1.303.000[14].
- Nota: L'episodio è un crossover con la serie animata Sealab 2021.

## Avventure in fondo al mare: Parte 2
- Titolo originale: Sea Tunt: Part II
- Diretto da: Bryan Fordney e Adam Reed (non accreditato)
- Scritto da: Rick Cleveland e Adam Reed

### Trama
Murphy vuole detonare i missili al gas nervino, per fermare l'inquinamento dei mari, e gli agenti ISIS tentano di fermarlo, fingendosi una troupe televisiva. Al termine dell'episodio Lana rivela di essere incinta e Archer decide di dichiararsi a lei e di rischiare la propria vita, pur di salvarla.
- Guest star: Jon Hamm (capitano Murphy), Eugene Mirman (Cecil Tunt) e Kristen Schaal (Tiffy).
- Ascolti USA: telespettatori 1.610.000[15].